# Шаффхаузен (кантон)
Шаффха́узен (нем. Schaffhausen; фр. Schaffhouse; итал. Sciaffusa; романш. Schaffusa) — небольшой по площади немецкоязычный кантон на севере Швейцарии. Административный центр — город Шаффхаузен. Население — 77 955 человек (19-е место среди кантонов; данные 2012 года).

## География
Площадь — 298 км² (20-е место среди кантонов).

## История
Кантон стал частью швейцарской конфедерации в 1501 г.

## Административное деление

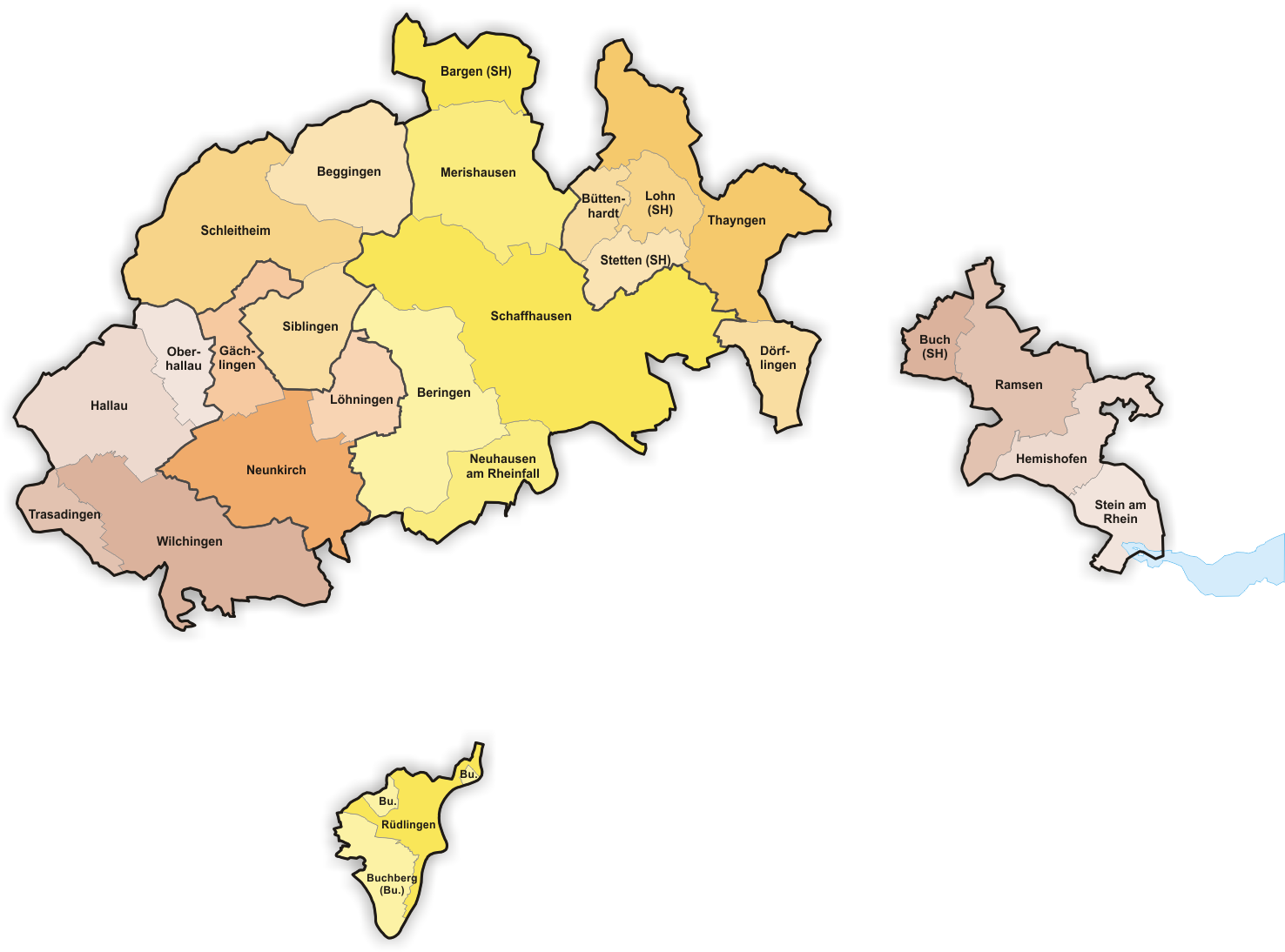
Административное деление кантона.

С 2013 года кантон делится на 26 коммун:
- Барген
- Беггинген
- Беринген
- Бух
- Бухберг
- Бюттенхардт
- Дёрфлинген
- Гехлинген
- Халлау
- Хемисхофен
- Лон
- Лёнинген
- Мерисхаузен
- Нойхаузен-ам-Райнфалль
- Нойнкирх
- Оберхаллау
- Рамзен
- Рюдлинген
- Шаффхаузен
- Шлайтайм
- Зиблинген
- Штайн-ам-Райн
- Штеттен
- Тайнген
- Тразадинген
- Вильхинген

Коммуны объединены в 6 округов, которые утратили административные функции в 1999 году, и с тех пор используются только как статистические единицы.

## Экономика
Крупнейшие компании региона Tyco, SIG, Georg Fischer AG, International Watch Company.
Выращиваются рислинг и другие сорта винограда.

## Достопримечательности
В кантоне находится Рейнский водопад и известная многим пещера Кесслерлох, где хорошо сохранились следы так называемой Мадленской культуры (или культуры Мадлен) эпохи позднего палеолита.
Среди костных останков животных здесь в 1873 году была найдена часть кости верхней челюсти собаки. Она хранилась до тех пор, пока, наконец, в 2009 году исследователи из немецкого университета в Тюбингене с помощью современной аппаратуры не изучили её секреты полностью. Свой отчет о находке аспирант Ханнес Напиерала и зооархеолог Ханс-Петер Юрпманн опубликовали в научном ревю «International Journal of Osteoarchaeology».
По их мнению, вышеозначенная собака жила за 14200—14600 лет до н. э. «В ту эпоху человек был ещё охотником и собирателем», — уточнил Ханнес Напиерала для Швейцарского телеграфного агентства.